# Richel
Pour l’article homonyme, voir Aurore Richel.
Richel est un banc de sable dans la mer des Wadden, situé à environ 1 km à l'est de la pointe nord de l'île néerlandaise de Vlieland. Richel n'est pas habité ; son territoire fait partie de la commune de Vlieland.
Il y a peu de végétation. On y trouve uniquement l'espèce Elytrigia juncea. En revanche, Richel constitue une importante aire de nidification pour le pluvier grand-gravelot, le pluvier à collier interrompu et la sterne naine. Le banc de sable est également un endroit où de nombreux phoques gris viennent se reposer.